# بيتر بول (دي جيه)
بيتر بول (بالإنجليزية: Peter Powell)‏ هو دي جيه بريطاني، ولد في 24 مارس 1951 في ستوربريدج في المملكة المتحدة.